# Szives Béla
Szives (Schmiedt) Béla (Mérk, 1901. március 6. – Hatvan, 1971. november 13.) magyar római katolikus pap, teológiai doktor, egyházi író.

## Életútja
Középiskoláit a szatmárnémeti Római Katolikus Főgimnáziumban végezte, teológiai tanulmányait ugyanott a püspöki papnevelő intézetben kezdte és Budapesten a Központi Szemináriumban fejezte be. 1924-ben szentelték pappá, teológiai doktorátust 1942-ben szerzett. Előbb (1924 októberéig) segédlelkész volt Vállajon, majd Mérken (1927-ig), Nyírcsaholyban (1928 augusztusáig), Nyírmadán (1928–35 között), Pusztadoboson (1935–71). Ez utóbbi szolgálatát megszakítva, 1946-ban a szatmári püspökség irodaigazgatója. 1947-től ismét Pusztadobos plébánosa, itt temették el.

## Munkái (válogatás)
- Isten atlétái (Budapest, 1931);
- Lelket az életbe (Budapest, 1933);
- A megváltás szolgái (Budapest, 1937);
- Tükör előtt (Budapest, 1939);
- Az Úr katonái (Nagy Miklóssal, Budapest, 1940);
- Az Úr napja (Schrotty Pállal, Budapest, 1941);
- A fehér torony hívei (Budapest, 1942);
- Lorettói litánia (Budapest, 1943);
- Tövisfalvi tisztelendő (Szatmárnémeti, 1947).